# BGL Luxembourg Open 2019
BGL Luxembourg Open 2019, oficiálním názvem BGL BNP Paribas Luxembourg Open 2019, byl tenisový turnaj pořádaný jako součást ženského okruhu WTA Tour, který se odehrával na krytých dvorcích s tvrdým povrchem DecoTurf on Wood komplexu Kockelscheuer Sport Centre. Probíhal mezi 14. až 20. říjnem 2019 v lucemburském hlavní městě Lucemburku jako dvacátý devátý ročník turnaje.
Turnaj s rozpočtem 250 000 dolarů patřil do kategorie WTA Internationa. Nejvýše nasazenou hráčkou ve dvouhře se stala světová devatenáctá Elise Mertensová z Belgie. Jako poslední přímá účastnice do dvouhry nastoupila 111. hráčka žebříčku Tamara Korpatschová z Německa.
Třetí singlový titul na okruhu WTA Tour vybojovala Lotyška Jeļena Ostapenková. Druhou společnou trofej ze čtyřhry WTA si odvezly americké teenagerky Coco Gauffová s Caty McNallyovou.

## Distribuce bodů a finančních odměn

### Distribuce bodů
| Soutěž  | vítězky | finalistky | semifinalistky | čtvrtfinalistky | 16 v kole | 32 v kole | Q  | Q3 | Q2 | Q1 |
| ------- | ------- | ---------- | -------------- | --------------- | --------- | --------- | -- | -- | -- | -- |
| dvouhra | 280     | 180        | 110            | 60              | 30        | 1         | 18 | 14 | 10 | 1  |
| čtyřhra | 280     | 180        | 110            | 60              | 1         | —         | —  | —  | —  | —  |

### Finanční odměny
| Soutěž                              | vítězky  | finalistky | semifinalistky | čtvrtfinalistky | 16 v kole | 32 v kole | Q3    | Q2    | Q1    |
| ----------------------------------- | -------- | ---------- | -------------- | --------------- | --------- | --------- | ----- | ----- | ----- |
| dvouhra                             | 34 667 € | 17 258 €   | 9 113 €        | 4 758 €         | 2 669 €   | 1 552 €   | 810 € | 589 € | 427 € |
| čtyřhra                             | 9 919 €  | 5 161 €    | 2 770 €        | 1 468 €         | 774 €     | —         | —     | —     | —     |
| částka ve čtyřhře je uvedena na pár |          |            |                |                 |           |           |       |       |       |

## Ženská dvouhra

### Nasazení
| Stát                         | Hráčka                 | WTA | Nasazení |
| ---------------------------- | ---------------------- | --- | -------- |
| Belgie                       | Elise Mertensová       | 19. | 1.       |
| Německo                      | Julia Görgesová        | 27. | 2.       |
| Kazachstán                   | Jelena Rybakinová      | 43. | 3.       |
| Belgie                       | Alison Van Uytvancková | 44. | 4.       |
| Slovensko                    | Viktória Kužmová       | 53. | 5.       |
| Itálie                       | Camila Giorgiová       | 63. | 6.       |
| Francie                      | Fiona Ferrová          | 65. | 7.       |
| Rusko                        | Anna Blinkovová        | 66. | 8.       |
| Žebříček WTA k 7. říjnu 2019 |                        |     |          |

### Jiné formy účasti
Následující hráčky obdržely divokou kartu do hlavní soutěže:
- Mandy Minellaová
- Jeļena Ostapenková
- Katie Volynetsová

Následující hráčky nastoupily do hlavní soutěže pod žebříčkovou ochranou:
- Denisa Allertová
- Shelby Rogersová

Následující hráčky si zajistily postup do hlavní soutěže v kvalifikaci:
- Marta Kosťuková
- Antonia Lottnerová
- Monica Niculescuová
- Chloé Paquetová

Následující hráčka postoupila z kvalifikace jako tzv. šťastná poražená:
- Bibiane Schoofsová

### Odhlášení
před zahájením turnaje
- Marie Bouzková → nahradila ji  Misaki Doiová
- Madison Brengleová → nahradila ji  Laura Siegemundová
- Danielle Collinsová → nahradila ji  Caty McNallyová
- Alizé Cornetová → nahradila ji  Tamara Korpatschová
- Angelique Kerberová → nahradila ji  Aliona Bolsovová
- Kateryna Kozlovová → nahradila ji  Bibiane Schoofsová
- Rebecca Petersonová → nahradila ji  Tatjana Mariová
- Lesja Curenková → nahradila ji  Sorana Cîrsteaová

### Skrečování
- Alison Van Uytvancková (poranění levého hlezna)[1]
- Andrea Petkovicová (poranění levého kolena)[1]
- Margarita Gasparjanová (zádové poranění)[1]

## Ženská čtyřhra

### Nasazení
| Stát                                                                      | Hráčka                 | Stát     | Hráčka              | WTA  | Nasazení |
| ------------------------------------------------------------------------- | ---------------------- | -------- | ------------------- | ---- | -------- |
| Česko                                                                     | Kristýna Plíšková      | Česko    | Renata Voráčová     | 119. | 1.       |
| USA                                                                       | Kaitlyn Christianová   | Chile    | Alexa Guarachiová   | 137. | 2.       |
| Rusko                                                                     | Margarita Gasparjanová | Rumunsko | Monica Niculescuová | 144. | 3.       |
| Rusko                                                                     | Anna Blinkovová        | Japonsko | Miju Katová         | 144. | 4.       |
| Žebříček WTA k 7. říjnu 2019; číslo je součtem umístění obou členek páru. |                        |          |                     |      |          |

### Jiné formy účasti
Následující páry obdržely do čtyřhry divokou kartu:
- Elizabeth Mandliková /  Katie Volynetsová
- Eléonora Molinarová /  Katarzyna Piterová

Následující pár nastoupil z pozice náhradníka:
- Amandine Hesseová /  Chloé Paquetová

### Odhlášení
před zahájením turnaje
- Ysaline Bonaventureová
- Monica Niculescuová

## Přehled finále

### Ženská dvouhra
- Jeļena Ostapenková vs.  Julia Görgesová, 6–4, 6–1

### Ženská čtyřhra
- *  Cori  Gauffová /  Caty McNallyová vs.  Kaitlyn Christianová /  Alexa Guarachiová, 6–2, 6–2